# La Boixe
La Boixe est une commune nouvelle française qui existe à partir du 1er janvier 2025 dans le département de la Charente et la région Nouvelle-Aquitaine. Elle résulte de la fusion des communes de Vars et de Montignac-Charente.

## Histoire
La commune est créée le 1er janvier 2025 à la suite d'un arrêté préfectoral du 6 novembre 2024 par la fusion des communes de Vars et de Montignac-Charente. Le chef-lieu de la commune nouvelle est fixé à la mairie de l'ancienne commune de Vars.

## Politique et administration
Jusqu'aux prochaines élections municipales françaises de 2026, le conseil municipal de la commune nouvelle est constitué de l'ensemble des membres en exercice des conseils municipaux des deux communes fondatrices.

### Liste des maires
| Période      | Période                       | Identité             | Étiquette | Qualité            |
| ------------ | ----------------------------- | -------------------- | --------- | ------------------ |
| janvier 2025 | En cours (au 10 janvier 2025) | Jean-Marc de Lustrac | UDI       | Médecin urgentiste |

### Communes déléguées
| Nom                | Code Insee | Intercommunalité    | Superficie (km2) | Population (dernière pop. légale) | Densité (hab./km2) |
| ------------------ | ---------- | ------------------- | ---------------- | --------------------------------- | ------------------ |
| Vars (siège)       | 16393      | CC Cœur de Charente | 27,46            | 2 163 (2022)                      | 79                 |
| Montignac-Charente | 16226      | CC Cœur de Charente | 8,63             | 699 (2022)                        | 81                 |

## Population et société

### Démographie
L'évolution du nombre d'habitants est connue à travers les recensements de la population effectués dans la commune depuis sa création.

En 2022, la commune comptait 2 862 habitants.
| 2021  | 2022  |
| ----- | ----- |
| 2 869 | 2 862 |